# Vartan Tekeyan
Vartan Tekeyan ICBP (auch Vartan Tékéyan, armenisch Վարդան Թեքեյան; * 5. März 1921 in Adana; † 12. April 1999 in Teheran) war armenisch-katholischer Bischof in Ispahan im Iran.

## Leben
Vartan Tekeyan empfing am 1. Januar 1944 die Priesterweihe als Ordenspriester der Patriarchalen Kongregation von Bzommar. Seine Ernennung zum Bischof von Ispahan erfolgte am 6. Dezember 1972. Der Patriarch von Kilikien Erzbischof Iknadios Bedros XVI. Batanian und die Mitkonsekratoren Georges Layek, Erzbischof von Aleppo in Syrien, und Raphaël Bayan, Bischof von Iskanderiya in Ägypten, spendeten ihm am 25. Februar 1973 die Bischofsweihe.
Bischof Tekeyan war von 1995 bis 1999 Präsident der Iranischen Bischofskonferenz und der Caritas Iran.